# 年中行事
年中行事（ねんちゅうぎょうじ、ねんじゅうぎょうじ）とは、毎年特定の時期に行われる行事の総称。狭義では、伝統的な事柄、特に宮中での公事を指すが、広義では、個人的な事柄から全国的・世界的な事柄なども含まれる。

## 日本の年中行事
日本における年中行事は、四季の農作業にかかわる事柄が多い。それに長い間の宮廷・貴族や武士の生活が、民衆の暮らしに取り入れられ、しみこんでできあがったものが多い。七夕などの伝統行事はこちらにも数えられる場合がある（七夕やクリスマス等は伝統行事でもある）。

### 四月
稲荷祭 - 灌仏会 - 十三詣り - 入学式 - 花見

### 五月
葵祭 - 白馬節会 - 神田祭 - こいのぼり - 三社祭 - 端午 - 運動会

### 六月
厳島神社例祭 - 山王祭 - 虫送り - 大祓

### 七月
夏休み - 川開き - 山開き - 海開き - 祇園祭 - 七夕 - 那智火祭り - 天神祭 - 侫武多 - お盆 - 御中元（新盆）

### 八月
北野神社例祭 - 十五夜 - 月見 - 八朔 - 放生会 - 御中元（旧盆）

### 九月
石清水八幡宮例祭 - 十三夜 - 重陽 - 鶴岡八幡宮例祭 - 岸和田だんじり祭 - 秋分 - 敬老の日

### 十月
亥子 - 会式 - 夷講 - くんち - 鞍馬火祭 - 金刀比羅宮例祭 - 誓文払 - 十日夜 - ハロウィン

### 十一月
顔見世 - 七五三 - 酉の市 - 鞴祭

### 十二月
冬休み -  成道会 - 正月事始め - 春日若宮神社例祭 - 大根焚き - 煤払い - 歳暮 - 追儺 - 冬至 - クリスマス - 歳の市 -  大掃除 -  除夜の鐘 - 年越しそば - 大晦日

### 一月
正月 - 初荷 - うそかえ - 恵方参り - 年占い - 出初式 - 七草 - 七日正月 - 十日戎 - 鏡開き - 小正月 - 藪入り - 粟穂稗穂 - 祝い棒 - かまくら - 削り掛け - 左義長 - 鳥追い - なまはげ - 繭玉 - 小豆粥 - 蘇民将来 - 仏の正月 - 年賀

### 二月
事八日 - 節分 - 初午 - 建国記念の日（紀元節）バレンタインデー - 針供養 - 涅槃会 - 雪まつり - 旧正月（日本の旧正月）

### 三月
春休み - 上巳 - 雛祭り - ホワイトデー - 卒業式 - 春分 - 御水取り - 彼岸